# December 7.
December 7. az év 341. (szökőévben 342.) napja a Gergely-naptár szerint. Az évből még 24 nap van hátra.
Névnapok: Ambrus + Agaton, Amarant, Amaranta, Ambos, Ambró, Ambrózia, Amrita, Ángyán, Ányos, Kenéz, Szabin

## Események
- 574 – II. Tiberius Constantinus megkezdi uralkodást, mint bizánci császár.
- 1787 – Delaware az Amerikai Egyesült Államok 1. tagállama lesz.
- 1783 – Londonban megnyitja kapuit a Theatre Royal (Covent Garden)
- 1797 – Adaptálják a Ciszpadániai Köztársaság zászlajaként az olasz trikolór első változatát.
- 1836 – Martin Van Burent az Egyesült Államok 8. elnökévé  választják.
- 1869 – IX. Piusz pápa megnyitja az Első vatikáni zsinatot.
- 1914 – A niši deklaráció.
- 1916 – David Lloyd George-ot kinevezik Nagy-Britannia miniszterelnökévé.
- 1916 – Az Osztrák–Magyar Monarchia és a Német Császárság csapatai elfoglalják Bukarestet.
- 1917 – Az Egyesült Államok hadat üzen az Osztrák–Magyar Monarchiának.
- 1917 – Dzerzsinszkij javaslatára létrejön az „Összoroszországi Rendkívüli Bizottság az Ellenforradalom és Szabotázs elleni Harcra”, azaz a Vé-Csé-Ká (Cseka)
- 1926 – Az Electrolux szabadalmaztatja a gázzal működő hűtőszekrényt.
- 1929 – Új alkotmányt hirdetnek ki Ausztriában.
- 1930 – A Hajós Alfréd által tervezett Nemzeti Sportuszoda átadása a budapesti Margit-szigeten.
- 1941 – Japán repülőgépekkel megtámadja az Egyesült Államok Pearl Harbor-i haditengerészeti támaszpontját, megsemmisíti az amerikai flotta jelentős részét. Magyarország hadat üzen Nagy Britanniának.
- 1972 – Útjára indul az Apollo–17 űrhajó, az utolsó amerikai holdexpedíció.
- 1975 – Indonéz csapatok betörnek  Dilibe.
- 1977 – Megnyílik a lillafüredi Palotaszálló.
- 1981 – Spanyolország a NATO tagja lesz.
- 1995 – A Galileo űrszonda megérkezik a Jupiterhez.
- 1998 – A magyar fél átadja a hágai Nemzetközi Bíróságnak az 1998. szeptember 3-i szlovák beadvánnyal kapcsolatos, Bős–nagymarosi vízlépcsőrendszerrel kapcsolatos álláspontját: nem javasolja, hogy a szlovák beadvány alapján eljárás kezdődjék.
- 1998 – New Yorkban rekord magas, +23,8 °C-ot mértek.[1]
- 2002 – II. János Pál pápa Erdő Pétert nevezi ki az Esztergom-Budapesti főegyházmegye érsekévé, Magyarország prímásává

## Születések
- 1598 – Giovanni Lorenzo Bernini olasz barokk szobrász († 1680)
- 1627 – Lujza Henrietta orániai hercegnő († 1667)
- 1637 – Bernardo Pasquini olasz barokk zeneszerző, csembalista és orgonista († 1710).
- 1776 – Lacsny Miklós mezőgazdász, országgyűlési követ, az első két magyarországi cukorgyár alapítója († 1857)
- 1791 – Novák Ferenc magyarországi szlovén pap, író, népdalgyűjtő († 1836)
- 1813 – Caban András plébános († 1860)
- 1819 – Görgey Kornél honvéd alezredes († 1897)
- 1823 – Leopold Kronecker német matematikus († 1891)
- 1849 – Ábrányi Lajos (Eördög) magyar festőművész, illusztrátor († 1901)
- 1850 – Schwarz Dávid magyar kereskedő, a merev rendszerű, könnyűfémből készült, kormányozható léghajó feltalálója († 1897)
- 1855 – Mágócsy-Dietz Sándor botanikus, az MTA tagja († 1945)
- 1863 – Pietro Mascagni olasz zeneszerző († 1945)
- 1872 – Johan Huizinga holland történész és indológus, az MTA tiszteleti tagja († 1945)
- 1876 – Willa Cather amerikai írónő († 1947)
- 1882 – Viktor Glondys erdélyi szász evangélikus püspök († 1949)
- 1884 – Petru Groza román kommunista politikus, pártfőtitkár, miniszterelnök († 1958)
- 1886 – Móricz Miklós magyar újságíró, szerkesztő, statisztikus, közíró, nyomdaipari újító és feltaláló, Móricz Zsigmond öccse († 1966)
- 1892 – Kosáryné Réz Lola magyar író, műfordító († 1984)
- 1896 – Szegedi Szabó István magyar színész, szinkronszínész († 1980)
- 1898 – Kabos Ilonka magyar zongoraművész († 1973)
- 1901 – Kántor Andor Munkácsy Mihály-díjas magyar festőművész († 1990)
- 1902 – Szendrey Ákos magyar etnográfus († 1947)
- 1905 – Gerard Kuiper holland születésű amerikai csillagász († 1973)
- 1907 – Ámos Imre magyar festőművész († 1944)
- 1907 – Kovács Károly Pál villamosmérnök, az MTA tagja, a magyar elektrotechnika kiemelkedő alakja († 1989)
- 1910 – Louis Prima amerikai énekes, színész († 1978)
- 1913 – Szántó Piroska Kossuth-díjas magyar festőművésznő († 1998)
- 1917 – Ottorino Volonterio svájci autóversenyző († 2003)
- 1924 – John Love zimbabwe-i autóversenyző († 2005)
- 1924 – Mário Soares portugál szocialista politikus, külügyminiszter, miniszterelnök († 2017)
- 1927 – Fodor Sándor romániai magyar író, műfordító († 2012)
- 1928 – Noam Chomsky amerikai nyelvész, a generatív nyelvtan elméletének megalkotója
- 1932 – Ellen Burstyn Oscar-díjas amerikai színésznő
- 1933 – Gálszécsy András magyar politikus, nyugalmazott miniszter († 2021)
- 1937 – Szilágyi István magyar színész († 2020)
- 1937 – Verebély Iván Jászai Mari-díjas magyar színész († 2020)
- 1938 – ifj. Latabár Kálmán Jászai Mari-díjas magyar színész († 2000)
- 1939 – Kocsis Mária magyar színésznő († 2001)
- 1949 – Tom Waits amerikai jazz-zenész, énekes, színész
- 1951 – Pitti Katalin Liszt Ferenc-díjas magyar opera-énekesnő
- 1952 – Georges Corraface görög-francia filmrendező
- 1952 – Kopek Rita magyar festőművész, képzőművészeti oktató
- 1956 – Larry Bird amerikai kosárlabdázó
- 1957 – Tarján Péter magyar színész
- 1966 – Babarczy Eszter műfordító, irodalomtörténész, eszmetörténész
- 1967 – Szőcs Erika magyar színésznő
- 1970 – Nagy Natália magyar színésznő
- 1972 – Gyuriska János magyar színész
- 1972 – Hermann Maier osztrák síelő
- 1975 – Denise Zich német modell
- 1976 – Csabai Edvin magyar kenus
- 1977 – Horváth Patrícia magyar vízilabdázó
- 1980 – John Terry angol labdarúgó, a Chelsea FC, valamint az angol válogatott hátvédje, csapatkapitánya
- 1984 – Marko Vujin szerb kézilabdázó
- 1984 – Robert Kubica lengyel autóversenyző
- 1988 – Nathan Adrian amerikai úszó
- 1989 – Nicholas Hoult angol színész
- 1994 – Hanjú Juzuru japán világbajnok műkorcsolyázó

## Halálozások
- I. e. 43 – Marcus Tullius Cicero római író, filozófus, politikus, kiváló szónok (* I. e. 106)
- 283 – Eutükhianosz pápa (* ismeretlen)
- 983 – II. Ottó német-római császár (* 955)
- 1254 – IV. Ince pápa (* ismeretlen)
- 1583 –  Valide Nurbanu szultána (* 1525 körül)
- 1688 – Burius János  magyar evangélikus lelkész (* 1636)
- 1698 – Andrea Guarneri olasz hangszerkészítő (* 1626)
- 1723 – Jan Santini Aichel cseh építész (* 1677)
- 1815 – Michel Ney francia marsall, I. Napóleon császár hadvezére[2] (* 1769)
- 1854 – Beöthy Ödön Bihar vármegye főispánja (* 1796)
- 1856 – Birányi István  magyar író (* 1815 körül)
- 1874 – Rosti Pál földrajztudós, néprajztudós, fotográfus, a Magyar Tudományos Akadémia levelező tagja (* 1830)
- 1894 – Ferdinand de Lesseps francia mérnök, diplomata, a Szuezi-csatorna építője (* 1805)
- 1906 – Élie Ducommun, svájci író, szerkesztő, fordító, békeaktívista, aki 1902-ben Charles-Albert Gobat-val együtt Nobel-békedíjat kapott (* 1833).
- 1946 – Makray Lajos pápai prelátus, címzetes prépost, országgyűlési képviselő (* 1886)
- 1960 – Clara Haskil zsidó származású román zongoraművész (* 1895).
- 1977 – Georges Grignard (Georges Auguste Paul Grignard) francia autóversenyző (* 1905)
- 1977 – Goldmark Péter Károly (Peter Carl Goldmark) magyar származású amerikai mérnök, fizikus (* 1906)
- 1983 – Molnár Antal Kossuth-díjas magyar zeneszerző, zenetudós, brácsaművész, Baumgarten-díjas esztéta, kiváló művész (* 1890)
- 1985 – Heinrich László magyar fizikus, tudománytörténész (* 1910)
- 1985 – Robert Graves angol író, költő (* 1895)
- 1989 – Ács Kató magyar író (* 1917)
- 1992 – Adamik Zoltán atléta (* 1928)
- 2003 – Barta Barri magyar-spanyol színész (* 1911)
- 2018 – Hirt Ferenc magyar politikus, országgyűlési képviselő (* 1967)
- 2020 – Chuck Yeager amerikai berepülőpilóta, ő volt az első ember, aki a vízszintes repülésben átlépte a hangsebességet (* 1923)
- 2022 – Jan Nowicki lengyel színész (* 1939)
- 2022 – Kertész Ákos Kossuth-díjas magyar író, filmdramaturg (* 1932)
- 2022 – Repiszky Tamás magyar régész (* 1959)

## Nemzeti ünnepek, emléknapok, világnapok
- Elefántcsontpart: Félix Houphouët Boigny emléknapja, halála évfordulóján.
- Örményország: a mártírok emléknapja az 1988-as földrengés áldozatainak emléknapja.

→Sablonvita:Ünnepek/12-07:
- a polgári repülés nemzetközi napja - a Nemzetközi Polgári Repülési Szervezet (International Civil Aviation Organization, ICAO) 1944-es megalakulásának évfordulóján[3]
- Szent Ambrus  milánói püspök, egyháztanító emléknapja a katolikus egyházban[4]
- Pearl Harbor nemzeti emléknap az Amerikai Egyesült Államokban - az 1941-es Pearl Harbor-i csata évfordulóján[5]

## Népszokások
- Ördögégetés Guatemalában